# Société chimique routière et d'entreprise générale
La Société chimique routière et d'entreprise générale, connue principalement sous son acronyme Screg ou SCREG, était une société française, spécialisée dans les travaux routiers, les aménagements urbains et les infrastructures tertiaires et industrielles. Elle a disparu début 2013, fusionnée comme la Sacer avec Colas.

## Histoire

### 1898 - 1927: Du commerce à l’industrie
Jean-Ferdinand Henri et Louis Humarau créent une maison de commerce à Bordeaux qui importe d’Angleterre des produits de base nécessaires aux chemins de fer (brai de houille et créosote) et développent le négoce des hydrocarbures pour les besoins du secteur automobile naissant.
En 1910, cette maison construit à Blaye, en bordure de la Gironde, une première usine pour la distillation du goudron et la production de produits dérivés.
En 1917 est créée la Société chimique de la Gironde (SCG), vite appelée « La Gironde » qui se spécialise dans les produits de la route. La demande nationale est alors considérable.
En 1926, la SCG met au point les premières émulsions de bitume.

### 1927 – 1945: Les travaux routiers
Face à l’essor de l’automobile et de l’aviation, la SCG décide de mettre elle-même en œuvre ses produits et démarre des activités de travaux routiers. Elle multiplie ses implantations industrielles et ses centres travaux dans tout le sud-ouest et dans l’ouest.
En 1936, la société se transforme en Société chimique et routière de la Gironde (SCRG). Sa renommée devient vite internationale grâce à son procédé révolutionnaire de double enrobage à froid, baptisé Compomac. Ce produit sera exporté dans le monde entier et va contribuer à la prospérité de la société pendant de longues années.

### 1945 – 1975: Expansion et diversification
La Société chimique routière et d'entreprise générale (Screg) est créée en 1964 pour prendre en compte, à côté des activités routières, les diversifications dans le génie civil, le bâtiment et la promotion.
En 1970, le chiffre d’affaires du groupe dépasse le milliard de francs.

### Depuis 1975: Recentrage sur la route
La crise pétrolière au début des années 1970 va engendrer de fortes restructurations et une réorganisation des activités.
Quatre filiales seront créées en 1975, parmi lesquelles Screg Routes et Travaux publics (métiers de la route) dont l’activité sera filialisée dès 1979.
En 1983, la holding Screg prend le contrôle des entreprises routières Colas et Sacer. En 1985, le groupe Bouygues acquiert Screg.
À travers ses filiales régionales, Screg Routes concentre ses activités sur son métier de base, les travaux routiers, et densifie ses implantations nationales. Screg Belgium créée en 1989, devient bientôt numéro un du marché routier belge.
Screg Routes reprend en 1994 le nom de Screg et devient filiale de Colas en 1996, lors de la formation d’un pôle routier par Bouygues.
En 2002, après la fusion de la holding Screg avec Colas SA, les six filiales régionales routières (Screg Nord-Picardie, Screg Est, Screg Sud-Est, Screg Sud-Ouest, Screg Ouest, Screg Île-de-France – Normandie) deviennent filiales directes de Colas SA.

### 2013: La fin d'une belle aventure
La marque SCREG disparait. L’activité routière du groupe Colas en France métropolitaine (5,1 Md € de chiffre d’affaires en 2011) était exercée par seize filiales régionales, sous trois marques (7 filiales Colas, 3 filiales Sacer et 6 filiales Screg).
Le groupe a mis en place une nouvelle organisation de l’activité routière en métropole, basée sur 7 filiales régionales, sous la marque unique Colas. Tous les établissements d’une même région, quelle que soit leur marque d’appartenance, sont regroupés au sein d’une seule filiale régionale Colas.
La nouvelle organisation est opérationnelle depuis le 1er janvier 2013.